# 長征8号
長征8号（中: 长征八号、英: Long March 8、略: CZ-8, LM-8）は、中華人民共和国の中国航天工業公司(CALT)が開発した衛星打上げ用液体燃料ロケットであり、高度700kmの太陽同期軌道(SSO)に5000kgの衛星を投入する能力を持っている 。最初の打上は、2020年12月22日に文昌衛星発射場(Wenchang Satellite Launch Site；海南島)から行われた。
このロケットは長征7号をベースにしており、第1段エンジン(K3コアモジュール)と2基の補助ブースター(K2ブースター)は長征7号と同一のものであり、2基のYF-75エンジン(長征8号AバージョンではYF-75Hエンジン)で構成される第2段エンジンは、長征3号A/3B/3C および 長征7号7Aの第3段エンジンと同一のものである。2022年2月に初めて打上げられた「コア・オンリー」バージョンでは、2基の補助ブースターは除外されている。
将来的に計画されている長征8号の派生バージョンの1つは、第1段と補助ブースターを1つのユニットとして、垂直離着陸(VTOL)方式で回収する部分的再使用型を予定している。

## 長征8号A バージョン

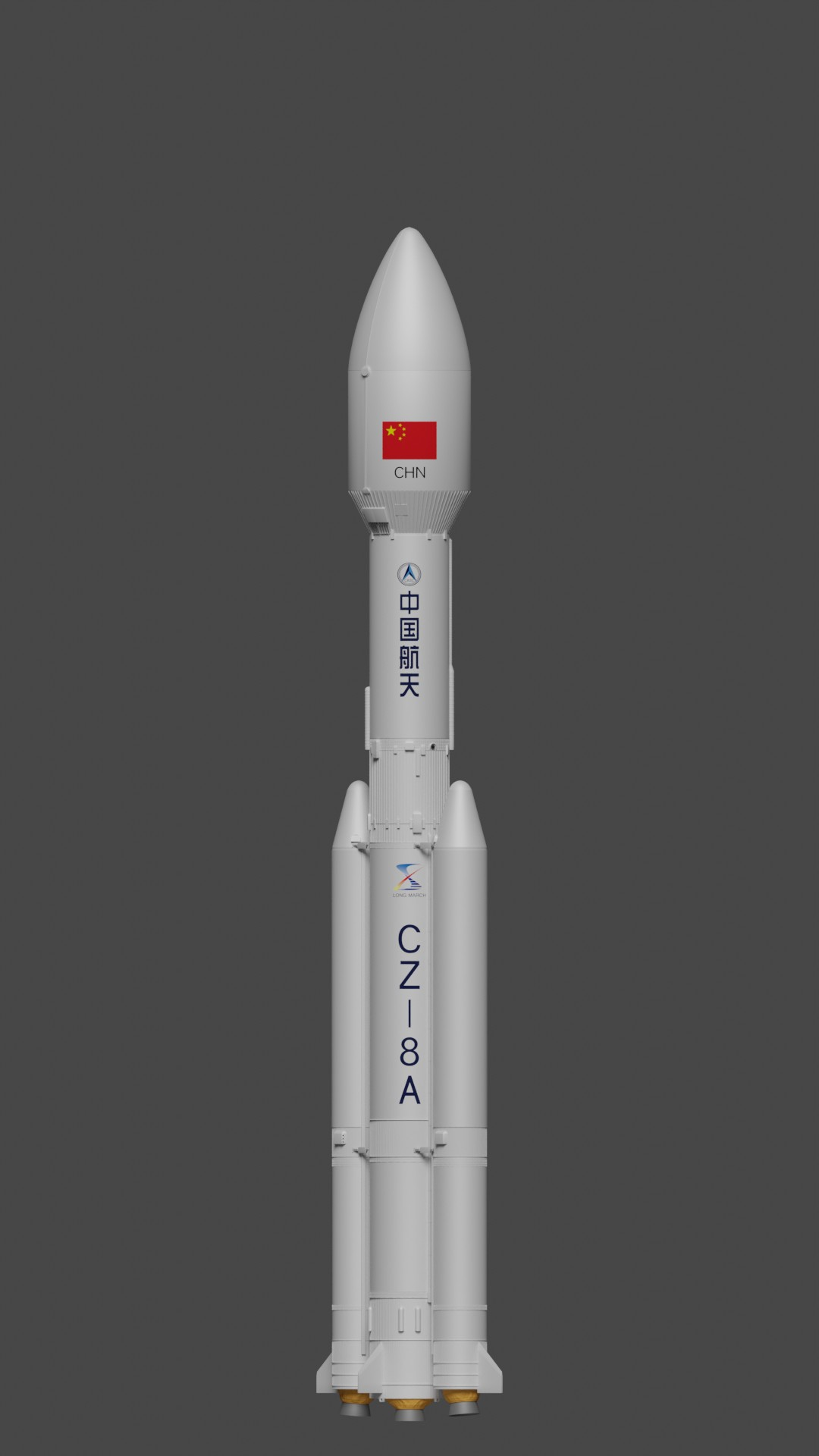
CZ-8A CGレンダーリング

長征8号の改良型である長征8号A（中国語：長征八号甲运载火箭）は、高度700kmの太陽同期軌道に最大7トンの貨物を運ぶ能力を備え、2025年2月11日に最初の打上げが行われた。
長征8号Aの第二段は、長征8号より大型の直径3.35メートルの液体水素/液体酸素ロケットであり、ターボポンプの速度を上げるなどの方法により推力をそれぞれ10トンに増加させたYF-75Dエンジン(別名YF-75H) 2基を搭載している。また、長征8号Aでは、直径5.2メートルのおり大型のペイロードフェアリングも使用できる。

## 打ち上げ一覧
| 打ち上げ通番 機体番号 | 打ち上げ日時 (UTC)      | 形式                     | 発射場    | ペイロード | 軌道              | 成否 |
| --------------------- | ----------------------- | ------------------------ | --------- | --- | ----------------- | ---- |
| 1 遥1(Y1)             | 2020年12月22日 04時37分 | 長征8号 (スタンダード)   | 文昌 LC-2 | 新技術検証衛星7 (XJY-7) Haisi-1 (海絲1号) Tianqi Xingzuo 08 (Ping'an-1) Yuanguang-1 ET-SMART-RSS (Zhixing-1A)                                                                                         | 太陽同期軌道(SSO) | 成功 |
| 2 遥2(Y2)             | 2022年2月27日 03時06分  | 長征8号 (コア・オンリー) | 文昌 LC-2 | Dayun (Xingshidai-17) Hainan-1 01, 02 Jilin-1 Gaofen-03D 10–18 Jilin-1 Mofang-02A 01 Qimingxing-1 Taijing-3 01 Taijing-4 01 Tianxian-1 (Chaohu-1) Chuangxing Leishen Wenchang-1 01, 02 XD-1 Tianqi-19 | 太陽同期軌道(SSO) | 成功 |
| 3 遥3(Y3)             | 2024年3月20日 00時31分  | 長征8号 (スタンダード)   | 文昌 LC-2 | Queqiao-2 Tiandu-1 Tiandu-2 | 月周回軌道        | 成功 |
| 4 遥1(Y1)             | 2025年2月11日 09時30分  | 長征8号A                 | 文昌 LC-2 | Huliangwang Digui × 9 (SatNet LEO Group 02) | 低軌道(LEO)       | 成功 |
| 5 遥6(Y6)             | 2025年3月11日 16時38分  | 長征8号 (スタンダード)   | 海南 LC-1 | Qianfan × 18 (G60 Polar Group 05) | 極軌道            | 成功 |
| 6 遥5(Y5)             | 2025年4月(予定)         | 長征8号 (スタンダード)   | 海南 LC-1 | Qianfan × 18 (G60 Polar Group TBD) | 極軌道            | 予定 |

文昌：文昌衛星発射場(Wenchang Satellite Launch Site；海南島)

海南：海南商業航天発射場(Hainan International Commercial Aerospace Launch；HICAL)